# A doua Fundație
A doua Fundație (1953) (titlu original Second Foundation) este un roman al autorului de literatură științifico-fantastică Isaac Asimov. Romanul este al treilea din trilogia Fundația și al cincilea în cronologia internă a ceea ce avea să devină ulterior Seria Fundația.
Inițial, cele două părți ale acestui volum au fost publicate în revista Astounding Science Fiction din SUA în 1948, respectiv între 1949 și 1950.

## Intriga

### Prima Parte - Catârul în căutare
Publicată inițial în numărul din ianuarie 1948 al revistei Astounding Science Fiction sub titlul "Now You See It—", prima parte a cărții relatează căutare începută de Catâr pentru a găsi A Doua Fundație și a o distruge. Conștient de intențiile Catârului, consiliul executiv al celei de-A Doua Fundații îi facilitează găsirea ei, într-un mod atent orchestrat.
Ajunși față în față cu el, agenții celei de-A Doua Fundații reușesc să-l prindă pe Catâr cu garda jos, modificându-i psihicul pe cale telepatică și determinându-l să se întoarcă pe Kalgan și să-și trăiască restul scurtei sale vieți în pielea unui despot binevoitor.

#### Capitole
- 1. Doi bărbați și Catârul
- 2. Doi bărbați, Catârul lipsă
- 3. Doi bărbați și un țăran
- 4. Doi bărbați și bătrânii
- 5. Un bărbat și Catârul
- 6. Un bărbat, Catârul și... încă un bărbat

### A doua Parte - Fundația în căutare
Acțiunea celei de-a doua părți - care a apărut pentru prima dată între noiembrie 1949 și ianuarie 1950 în Astounding Science Fiction sub titlul "—And Now You Don't" - se petrece la șaizeci de ani după cea din prima parte și la cincizeci și cinci de ani de la moartea Catârului. Prima Fundație câștigă războiul cu fosta capitală imperială a Catârului de pe Kalgan, în ceea ce avea să fie înscris în Enciclopedia Galactică ca ultimul mare conflict dinainte de ascensiunea celui de-Al Doilea Imperiu.
Membrii Primei Fundații cred că locația celei de-A Doua Fundații este tot pe Terminus, deoarece interpretează amplasarea ei "la celălalt capăt al galaxiei" ca un indiciu că, după ce a înconjurat discul galactic, călătorul își va termina periplul în punctul de plecare. Astfel, după ce îi prind pe cei 50 e agenți mentaliști de pe Terminus, pentru contracararea cărora inventează un dispozitiv care le bruiază abilitățile telepatice și le cauzează chinuri groaznice, ei consideră rezolvată problema celei de-A Doua Fundații.
În realitate, aceasta își are sediul pe Trantor, în centrul galaxiei, deoarece capetele unei galaxii spiralate sunt date de margine și de centru. Pe lângă acest aspect, Fundațiile au fost create ținând cont și de capetele sociale opuse ale galaxiei, Trantor constituind centrul puterii și prestigiului galactic, iar Terminus aflându-se la polul opus. Membrii Primei Fundații nu au reușit să își dea seama de acest lucru deoarece au interpretat declarația lui Hari Seldon în termenii științelor fizice, în timp ce acesta aparținea științelor sociale.

#### Capitole
| - 7. Arcadia - 8. Planul Seldon - 9. Conspiratorii - 10. Criza se aproprie - 11. Pasagerul clandestin - 12. Lord - 13. Lady - 14. Neliniște | - 15. Prin grilă - 16. Începutul războiului - 17. Război - 18. Fantoma unei lumi - 19. Sfârșitul războiului - 20. "Eu am aflat..." - 21. Răspunsul care a satisfăcut - 22. Adevărul |

## Personaje
- Han Pritcher = căpitan și membru al Opoziției Democratice
- Catârul = mutant, Primul Cetățean
- Bail Channis = membru al celei de-A Doua Fundații
- Primul Vorbitor
- Studentul
- Arcadia Darell = nepoata Baytei Darell, fiica lui Toran Darell
- Toran Darell
- Pelleas Anthor = membru a celei de-A Doua Fundații
- Elvett Semic
- Homir Munn
- Turbor
- Lady Callia = membră a celei de-A Doua Fundații, amanta Lordului Stettin
- Lordul Stettin = stapânul planetei Kalgan

## Organizarea celei de-A Doua Fundații

Prima traducere românească, editura Nemira

A Doua Fundație a fost înființată de Hari Seldon ca o colonie de mentaliști (oameni cu puteri telepatice), aflată la celălalt capăt al galaxiei. În Fundația renăscută se precizează că, la crearea ei, A Doua Fundație i-a cuprins printre membrii ei și pe nepoata lui Hari, Wanda Seldon și pe garda ei de corp, Stettin Palver. Locația și dezvoltarea acestei Fundații a fost ținută secretă, pentru a-i asigura o eficiență și o siguranță sporite.
În timp ce Prima Fundație excela în științe exacte, cea de-a doua se baza pe cele mentale, incluzând aici continuarea dezvoltării psihoistoriei. Scopul ei era de a se asigura că planul lui Seldon se îndeplinește, atât prin îmbunătățirea lui pentru a prevedea chiar și cele mai improbabile evenimente, cât și pentru a-l proteja împotriva unor situații neașteptate de genul nașterii Catârului. Scopul final era transformarea ei în elita celui de-Al Doilea Imperiu, care să prezinte omenirii științele mentale, în timp ce Prima Fundație - pe care o controlau fără știrea acesteia - avea rolul de a realiza necesara uniune politică.
A Doua Fundație era condusă de cei mai puternici mentaliști, Vorbitorii (un apelativ fals, ținând cont că pentru un telepat actul vorbirii nu este necesar), conducătorul lor fiind Primul Vorbitor. Structura acestei Fundații este similară atât unui serviciu de spionaj, cât și unei universități. Un complex de clădiri de pe Trantor, care au scăpat distrugerii, oferă spațiul necesar desfășurării activității tehnicienilor și analiștilor, constituind și destinația rapoartelor trimise de agenții răspândiți prin galaxie, folosite pentru a revizui Planul Seldon. Agenții erau recrutați de pe tot cuprinsul galaxiei, fiind pregătiți timp de mulți ani pentru a deveni statisticieni sau ucenici ai Vorbitorilor.

## Opinii critice
Recenzorul Groff Conklin a descris A doua Fundație ca "o joacă adultă și pe deplin satisfăcătoare a imaginației științifice". P. Schuyler Miller a considerat-o a fi "reușită, un science fiction aflat pe calea cea bună, cu o surpriză bine camuflată".

## Cinema
La data de 28 iunie 2008 a fost anunțat  că producătorii Bob Shaye și Michael Lynne vor aduce Trilogia Fundația la marele ecran prin intermediul noii lor companii Unique Features. În ianuarie 2009 drepturile de ecranizare au fost vândute prin licitație companiei Columbia care a desemnat ca realizator pe regizorul Roland Emmerich.

## Lista cărților din seria Fundația
- Preludiul Fundației
- Fundația Renăscută
- Fundația
- Fundația și Imperiul
- A doua Fundație
- Marginea Fundației
- Fundația și Pământul

## Traduceri în limba română
- 1994 - A doua Fundație, Ed. Nemira, Colecția "Nautilus" nr. 29, traducere Emilian Bazac, 240 pag., ISBN 973-369-000-4
- 2003 - A doua Fundație, Ed. Teora, Colecția SF nr. 51, traducere Mihai-Dan Pavelescu, 214 pag., ISBN 973-20-0627-7
- 2010 - A doua Fundație, Ed. Adevărul, Colecția "Biblioteca Adevărul" vol. 87, traducere Emilian Bazac, 256 pag.